# Mateusz Jankowski (lekarz)
Mateusz Jankowski (ur. 16 grudnia 1992) – polski lekarz, specjalista zdrowia publicznego, profesor nauk medycznych, nauczyciel akademicki w Centrum Medycznego Kształcenia Podyplomowego.

## Życiorys
Absolwent Wydziału Lekarskiego Śląskiego Uniwersytetu Medycznego w Katowicach (2017). Stopień doktora nauk medycznych uzyskał w 2018 w macierzystej uczelni na podstawie rozprawy pt. Częstość i nawyki palenia papierosów tradycyjnych i e-papierosów oraz związane z tym ostre efekty narażenia w populacji studentów. W 2021 w Centrum Medycznym Kształcenia Podyplomowego na podstawie osiągnięcia naukowego pt. Wyroby tytoniowe i papierosy elektroniczne w polskiej populacji - częstość stosowania, bierne narażenie na substancje toksyczne oraz metody prewencji uzyskał stopień doktora habilitowanego. W czerwcu 2024, w wieku 31 lat otrzymał tytuł naukowy profesora nauk medycznych i nauk o zdrowiu w dyscyplinie nauki medyczne.
Od 2019 związany zawodowo ze Szkołą Zdrowia Publicznego Centrum Medycznego Kształcenia Podyplomowego, gdzie jest kierownikiem Zakładu Zdrowia Populacyjnego.
Odbył staże naukowe w Hiszpanii i Stanach Zjednoczonych. W latach 2019–2022 Naukowiec Wizytujący w Harvard T.H. Chan School of Public Health.
Członek międzynarodowych i polskich towarzystw naukowych, w tym m.in. European Respiratory Society, International Epidemiological Association i Polskiego Towarzystwa Chorób Płuc. Sekretarz Zarządu Głównego Polskiego Towarzystwa Medycyny Personalizowanej.
Autor ponad 100 publikacji naukowych z zakresu zdrowia publicznego i epidemiologii, w tym dotyczących używania wyrobów tytoniowych, szczepień ochronnych, chorób cywilizacyjnych i nowotworów.
Propagator medycyny stylu życia.

## Odznaczenia
- Brązowy Krzyż Zasługi (2020)[10]
- Odznaka Honorowa „Za Zasługi dla Ochrony Zdrowia” (2024)